# Chiesa della Madonna di Ceri

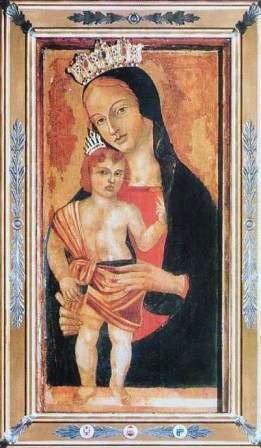
L'immagine della Madonna di Ceri

La chiesa della Madonna di Ceri, detta anche Santa Maria Immacolata in Ceri è una chiesa di Ceri, nel comune di Cerveteri.

## Storia
Si racconta dai tempi più remoti, quando la comunità etrusco-romana si convertì alla religione cristiana, che questa chiesa fosse in origine dedicata alla Madonna, come si può osservare dal grande dipinto absidale, e che intorno al 370 circa venne dedicata al santo martire Felice II dato che le più antiche fonti riconducono alla frazione di Ceri come luogo del suo martirio. Di questa chiesa possiamo ritrovare come nucleo più antico l'abside di epoca antecedente al '300, ed affreschi molto antichi con scene bibliche, figure di santi, e (particolare curioso) scene di cucina, diavoli in lotta e una chimera posti sullo zoccolo della parete destra, molto antica.
La navata centrale dove sorgono questi pregevoli affreschi è ornata da un pavimento cosmatesco. In questa parte di navata, esattamente addossato al II pilone dall'ingresso, nel 1365 viene edificato un ciborio (successivamente spostato nell'omonima cappella) che custodiva le reliquie, ornato di una bellissima pala d'altare raffigurante il santo in trono con in mano la croce arciepiscopale e con la tiara papale. Sempre in questo periodo sono da datare gli affreschi della cappella della navata sinistra raffiguranti la crocifissione di Cristo, della crocifissione di San Pietro, la decapitazione di San Paolo, il battesimo di Gesù e il pantocratore in mezzo a santi.
Intorno al 1400 viene posto sopra l'acquasantiera il dipinto di scuola senese raffigurante la Madonna di Ceri.
Intorno al XVI secolo viene distrutta la parte sinistra dell'edificio ad opera di Valentino Borgia e vennero edificate in sostituzione le 3 cappelle laterali. Le cappelle presentano dipinti settecenteschi, e comunicano per mezzo di 3 porticine.
Nel 1989 vengono recuperati gli affreschi della parte destra di navata e viene spostato nella cappella di transetto l'altare di San Felice, mentre la cappella in precedenza dedicata alla Madonna di Lourdes viene dedicata alla Madonna di Ceri. Fu necessario costruire una cappelletta, dove alloggiarono la statua della Madonna di Lourdes, per contenere gli ex voto dei fedeli.
Nel 2010 fu eseguito un ulteriore restauro agli affreschi della navata.

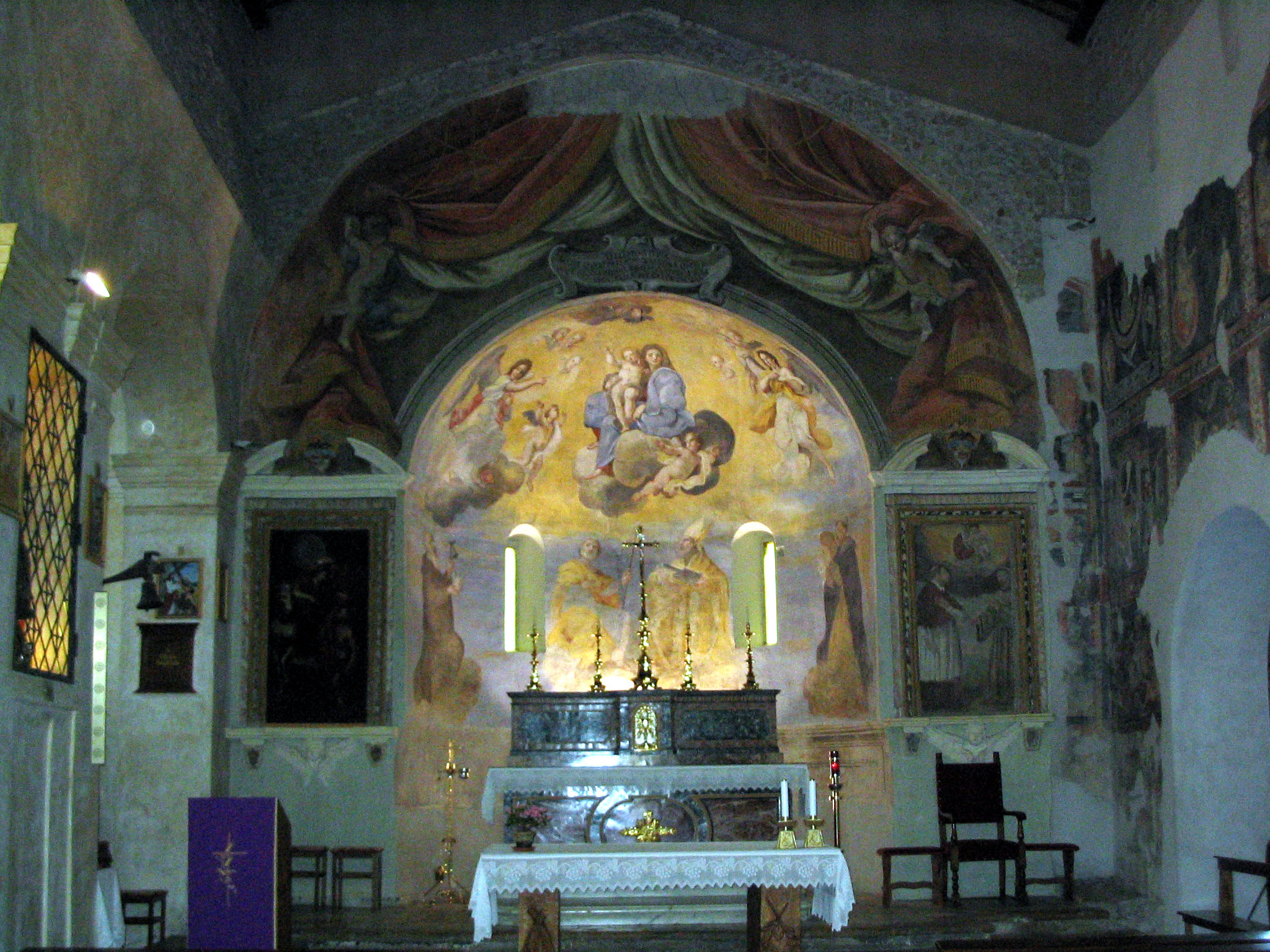
La navata

## Descrizione

### Abside
La parte più antica della chiesa è senza dubbio l'abside. Fu costruito verso il 370 e raffigura la Madonna in trono con Gesù bambino tra i santi Antonio abate, Giuseppe, Felice II e Tommaso d'Aquino.

### Navata
La navata centrale è ricca di affreschi di epoca romanica (vedere Galleria fotografica) molto antichi e interessanti che ricoprivano tutta la chiesa fino al crollo parziale di questa e all'edificazione delle 3 cappelle sinistre.
Presentava una copertura a volta a botte che fu demolita nei restauri degli anni 80.
Presenta un interessante pavimento cosmatesco molto ben conservato con movimenti rosonati.

### Cappelle di sinistra
La parte sinistra del santuario è composta da 3 cappelle.

#### Cappella di sant'Antonio
La prima è dedicata a sant'Antonio e presentava un dipinto dello stesso oggi scomparso dopo un restauro. Al suo posto è alloggiata la statua di San Giuseppe. Presenta due dipinti raffiguranti i miracoli del santo databili intorno al 1600.

#### Cappella della Madonna
La seconda cappella è dedicata alla Madonna di Ceri, sull'altare maggiore è posto l'omonimo dipinto della Madonna. Fino agli anni 80 dello scorso secolo era dedicata alla Madonna di Lourdes e conteneva due figure affrescate di santi con in mano un fascio di rose, terminanti con la Via Crucis, che sono letteralmente scomparsi in questi restauri.

#### Cappella del Sacro Cuore di Gesù
Questa è una semplice cappella con un organo elettrico ed un altare con la statua del Sacro Cuore di Gesù. In origine presentava affreschi secenteschi che con i restauri degli anni '80 sono scomparsi.

### Cappella di San Felice

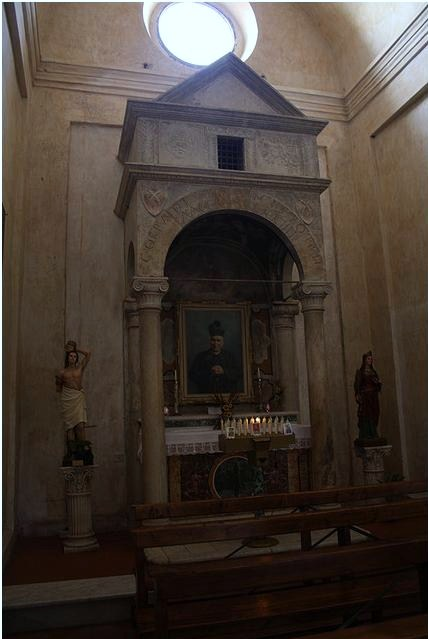
Il baldacchino del santo

In questa cappella hanno posto nel 1980 il baldacchino contenente le spoglie di San Felice II. Il quadro è riposto in una parete laterale, mentre nel baldacchino è esposto alla venerazione il quadro di San Giovanni Calabria, dato che le reliquie di san Felice sono state trasferite in una grata della navata principale.

## Galleria degli affreschi

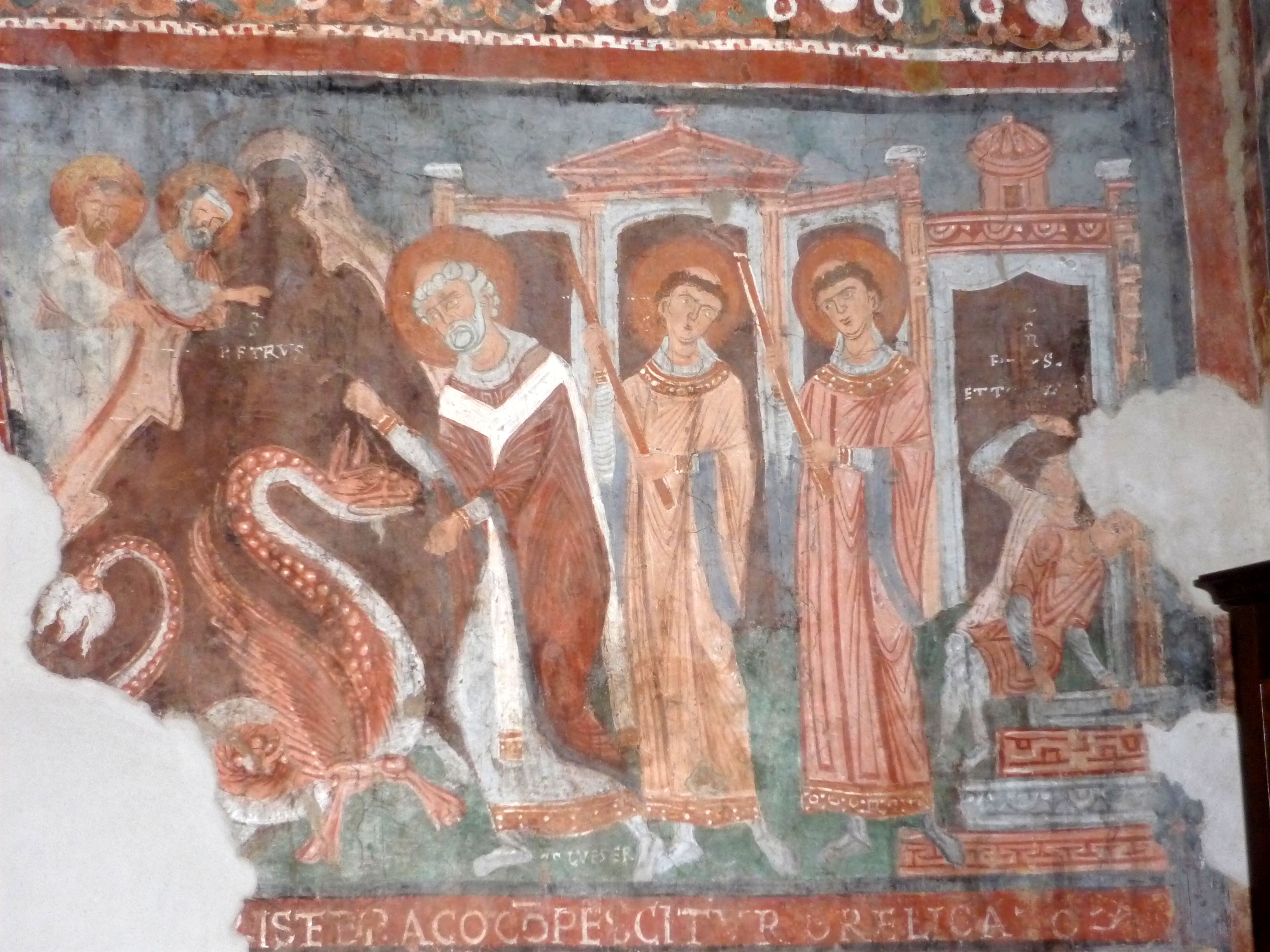
Ceri, Affreschi di Scuola romana, XII secolo
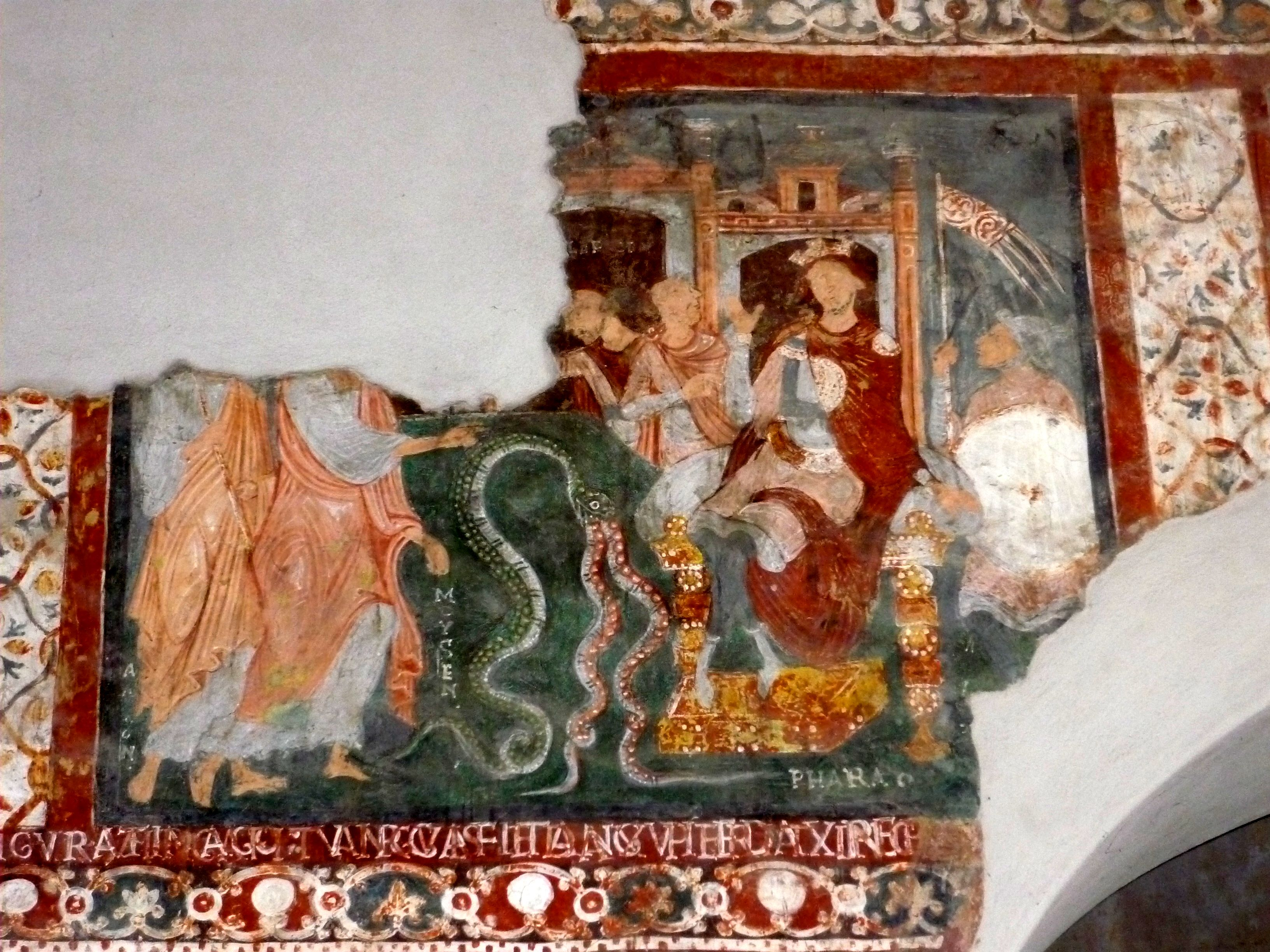
Ceri, Affreschi di Scuola romana, XII secolo
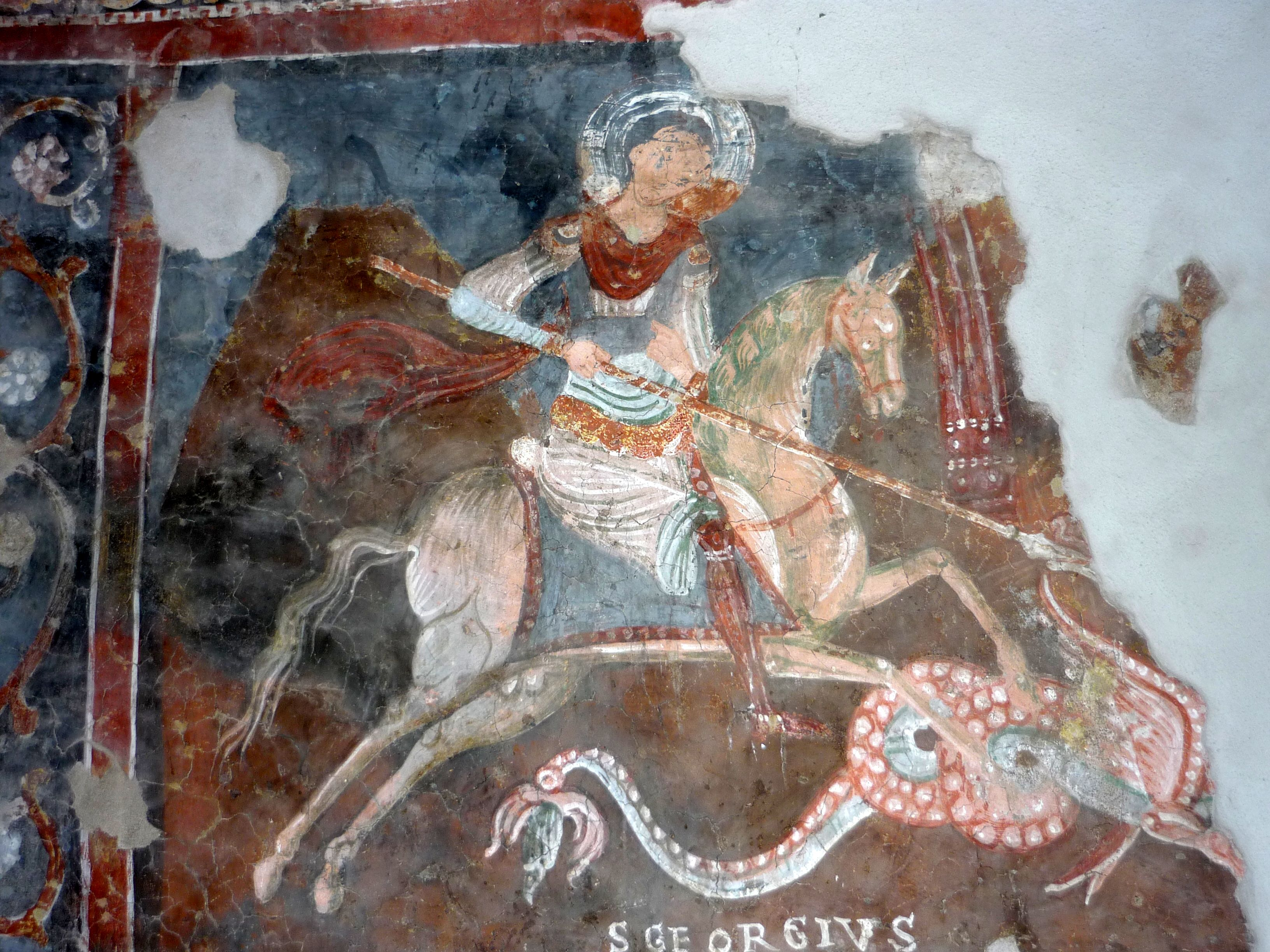
Ceri, Affreschi di Scuola romana, XII secolo
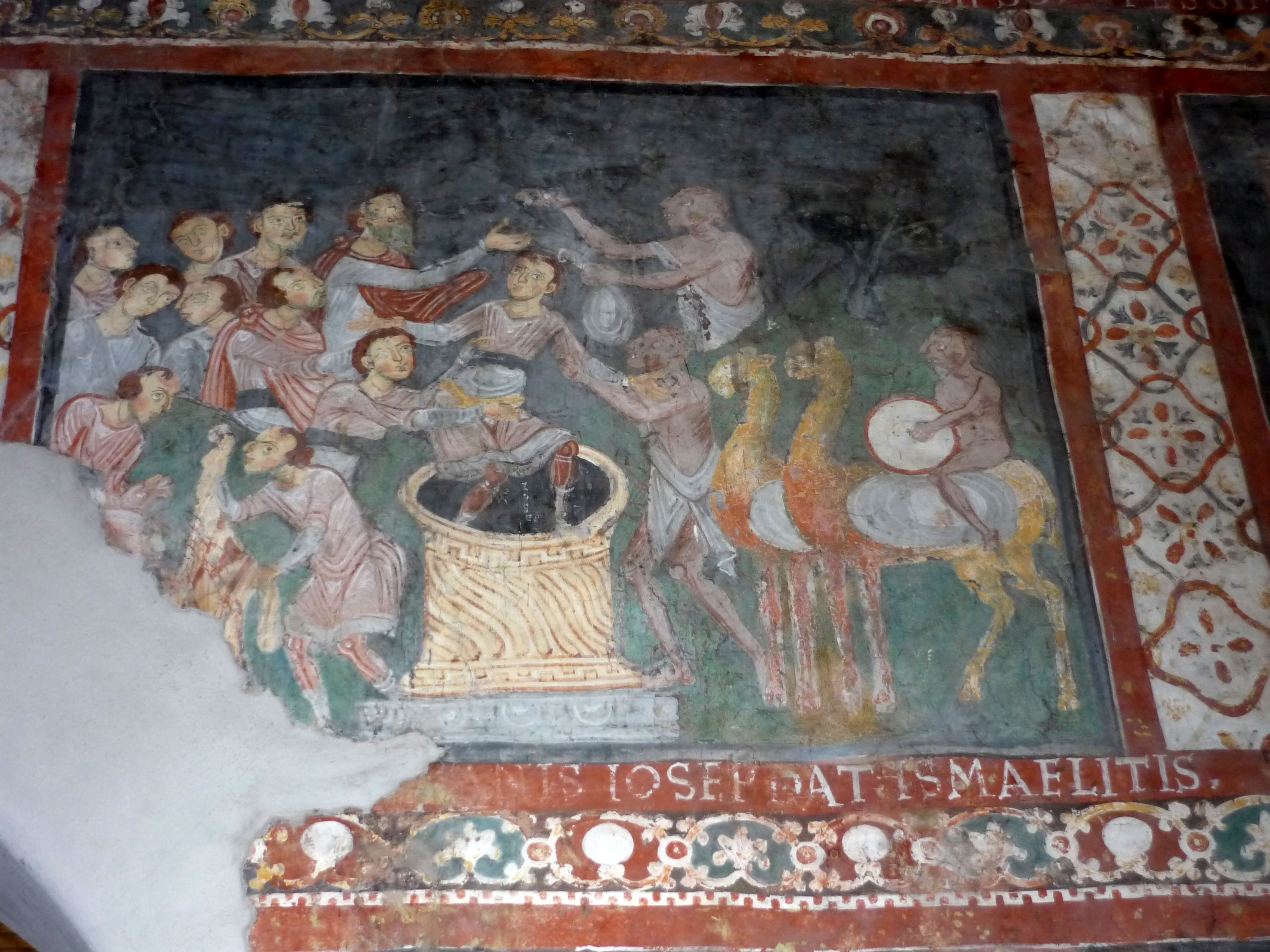
Ceri, Affreschi di Scuola romana, XII secolo
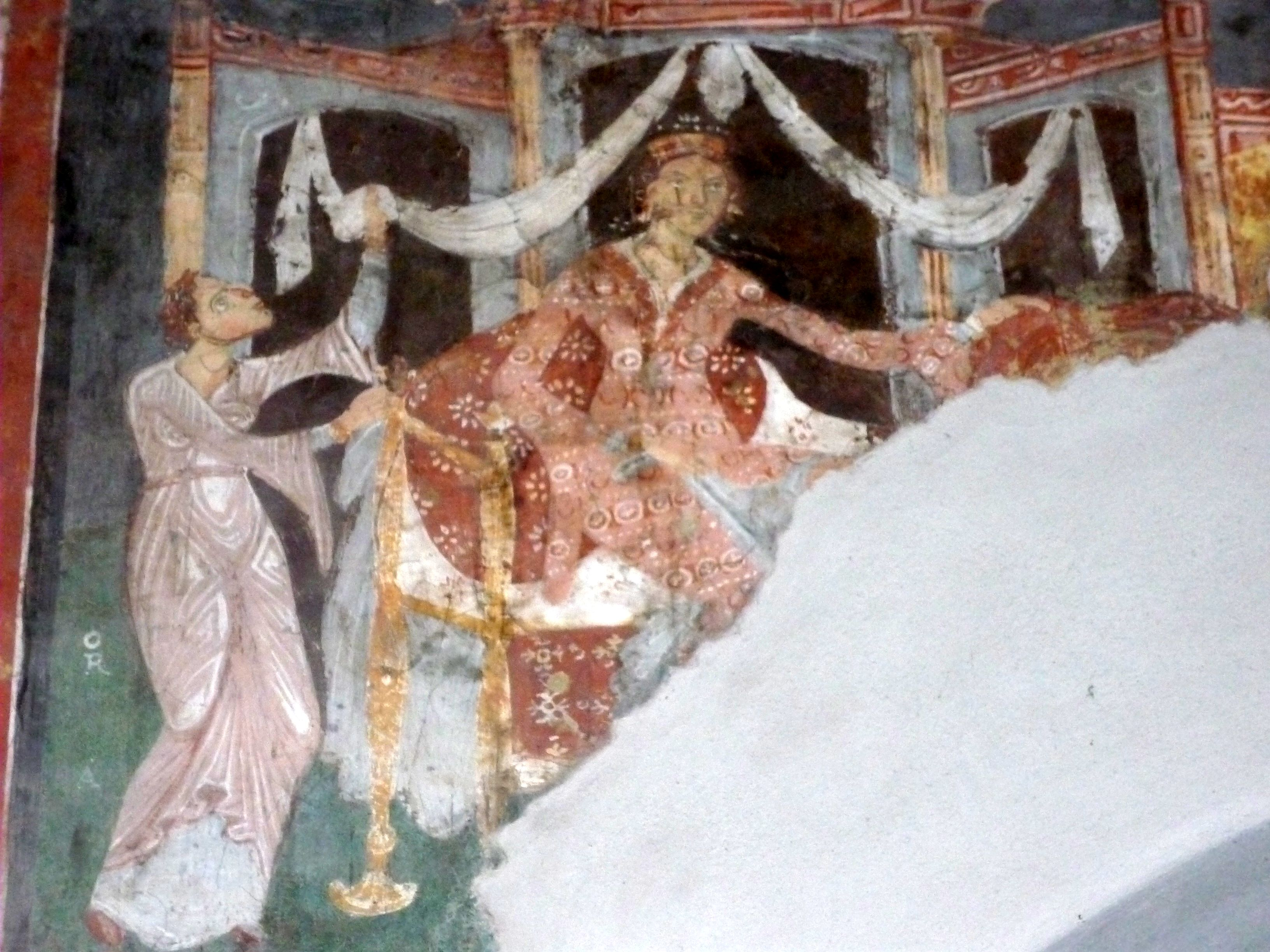
Ceri, Affreschi di Scuola romana, XII secolo
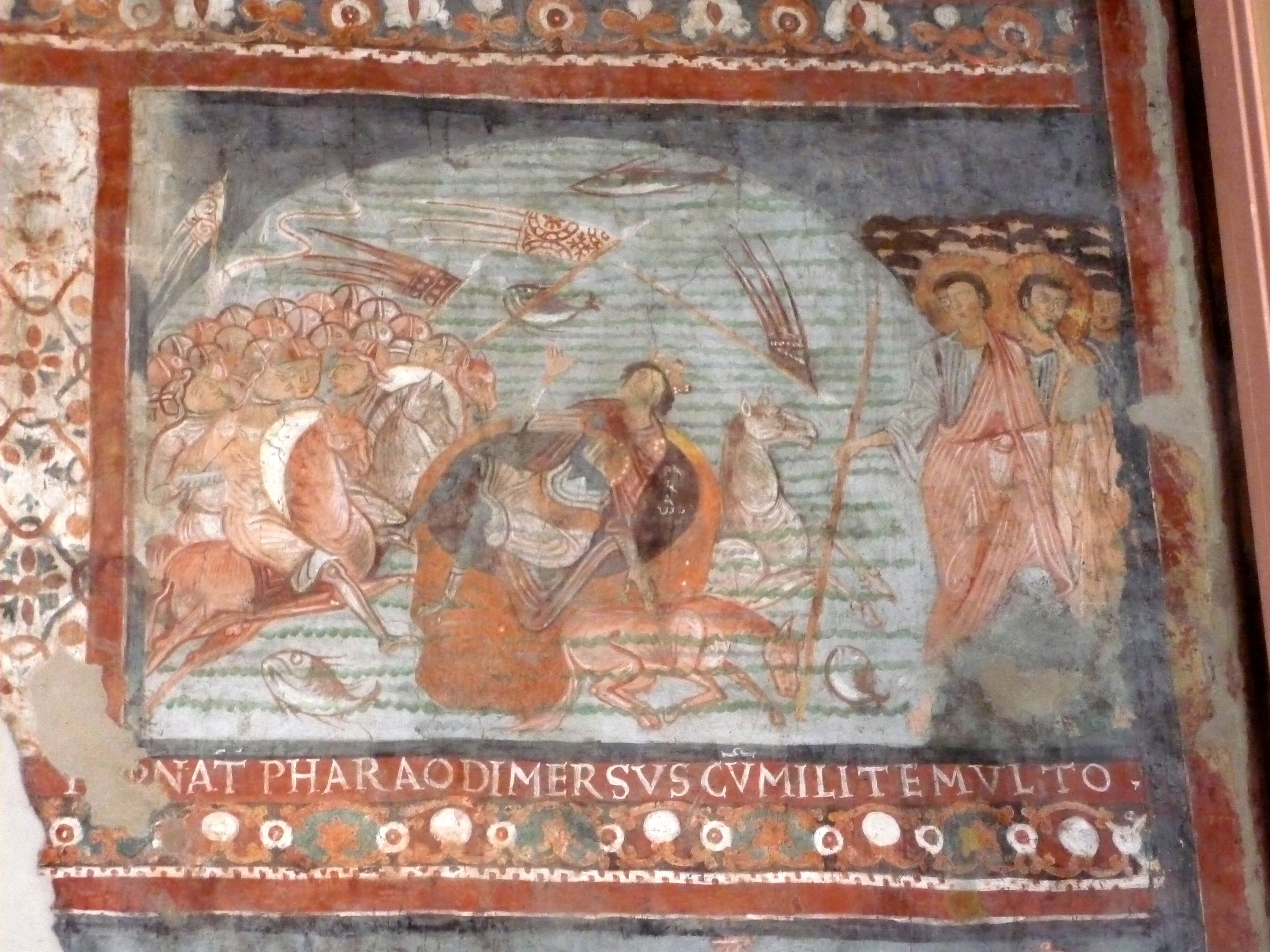
Ceri, Affreschi di Scuola romana, XII secolo
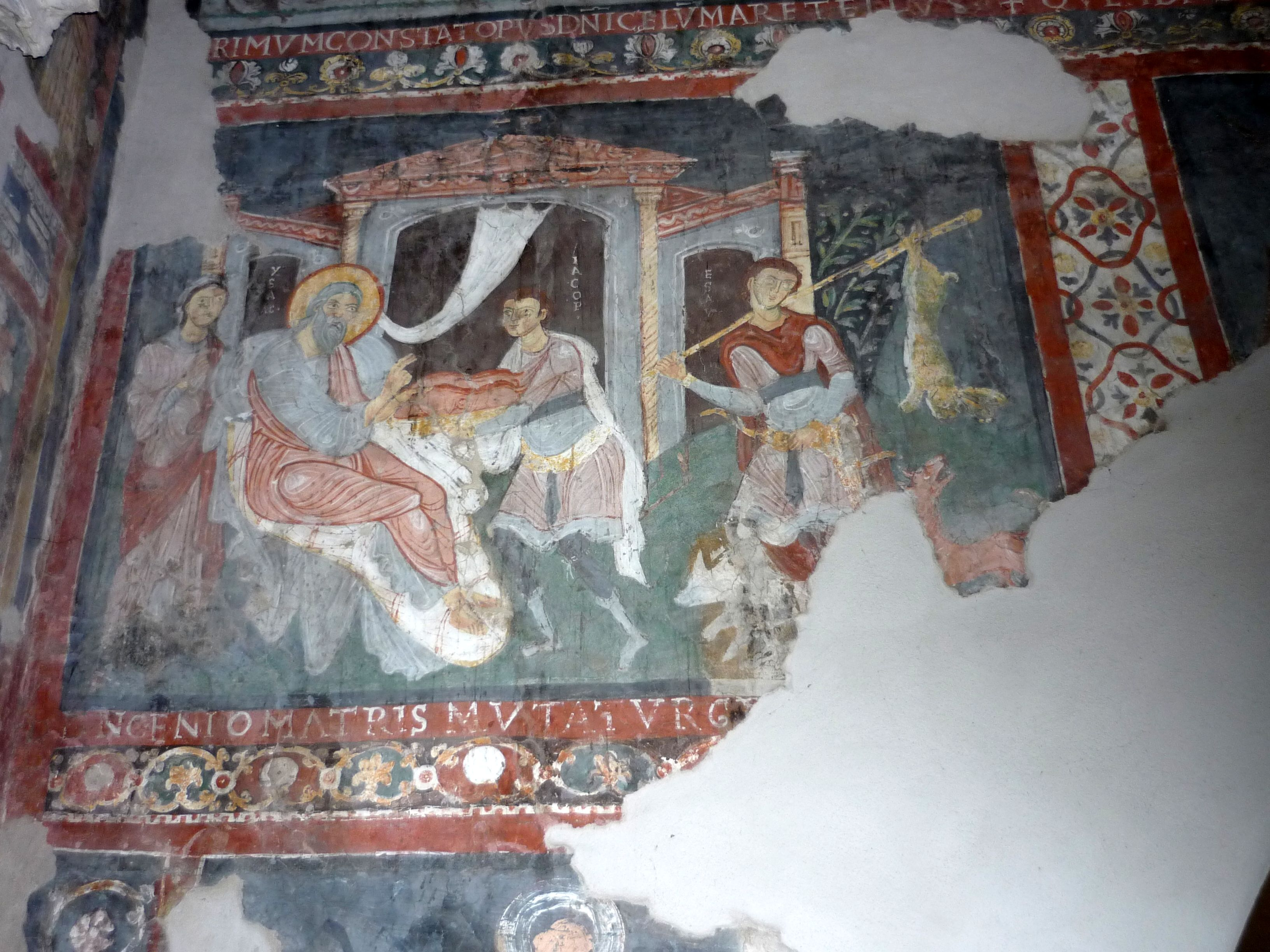
Ceri, Affreschi di Scuola romana, XII secolo
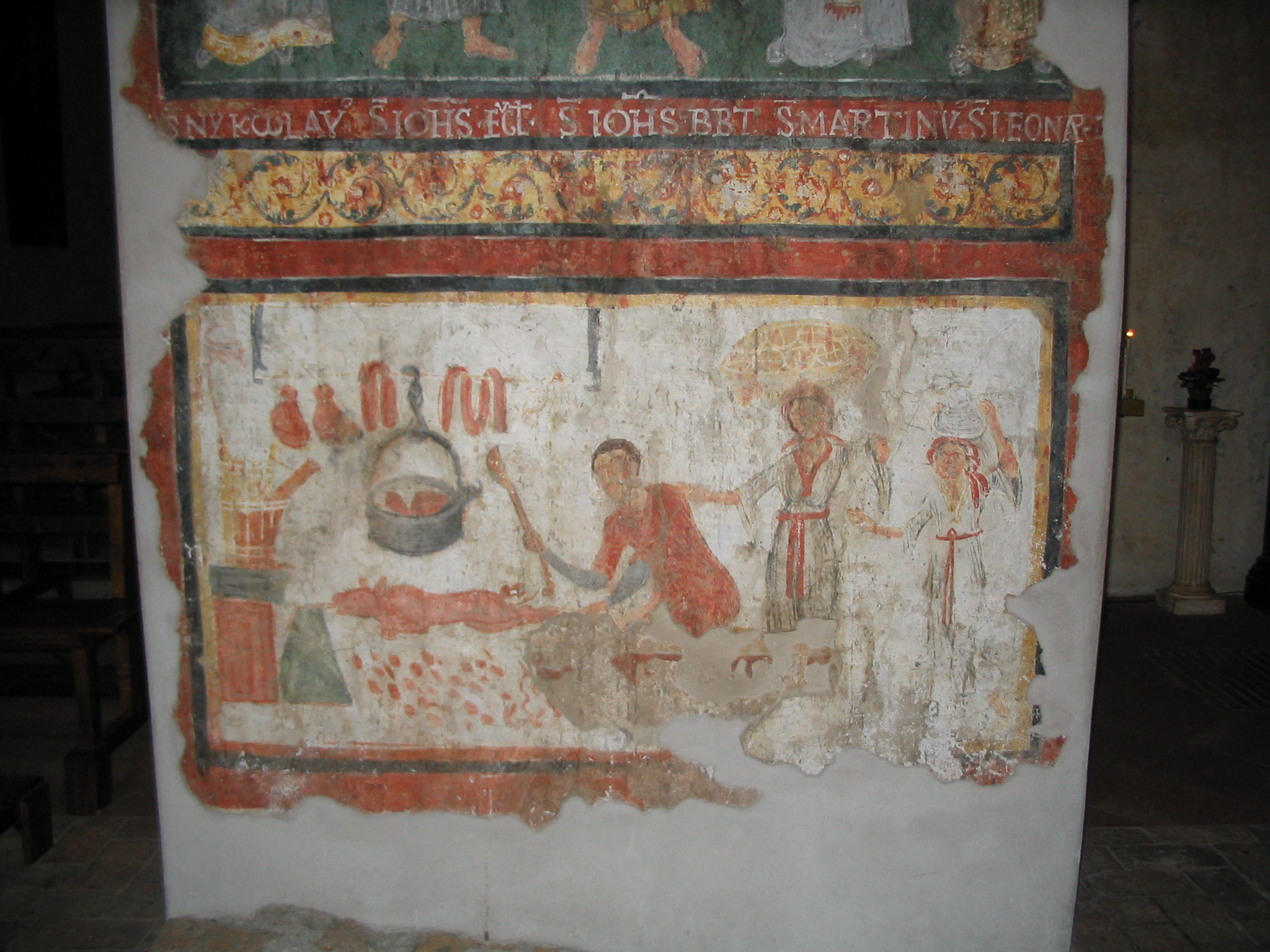
Ceri, Affreschi di Scuola romana, XII secolo
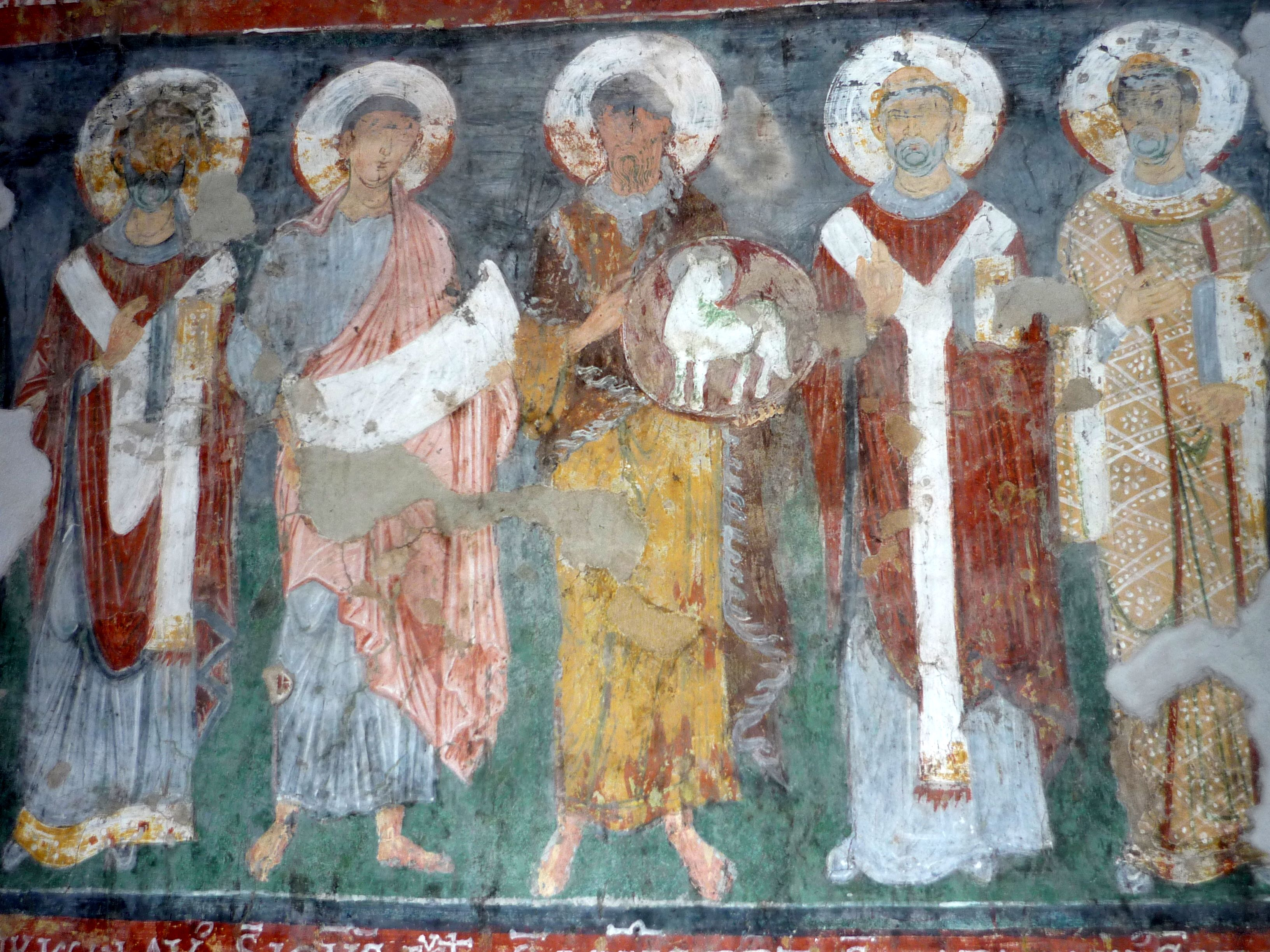
Ceri, Affreschi di Scuola romana, XII secolo
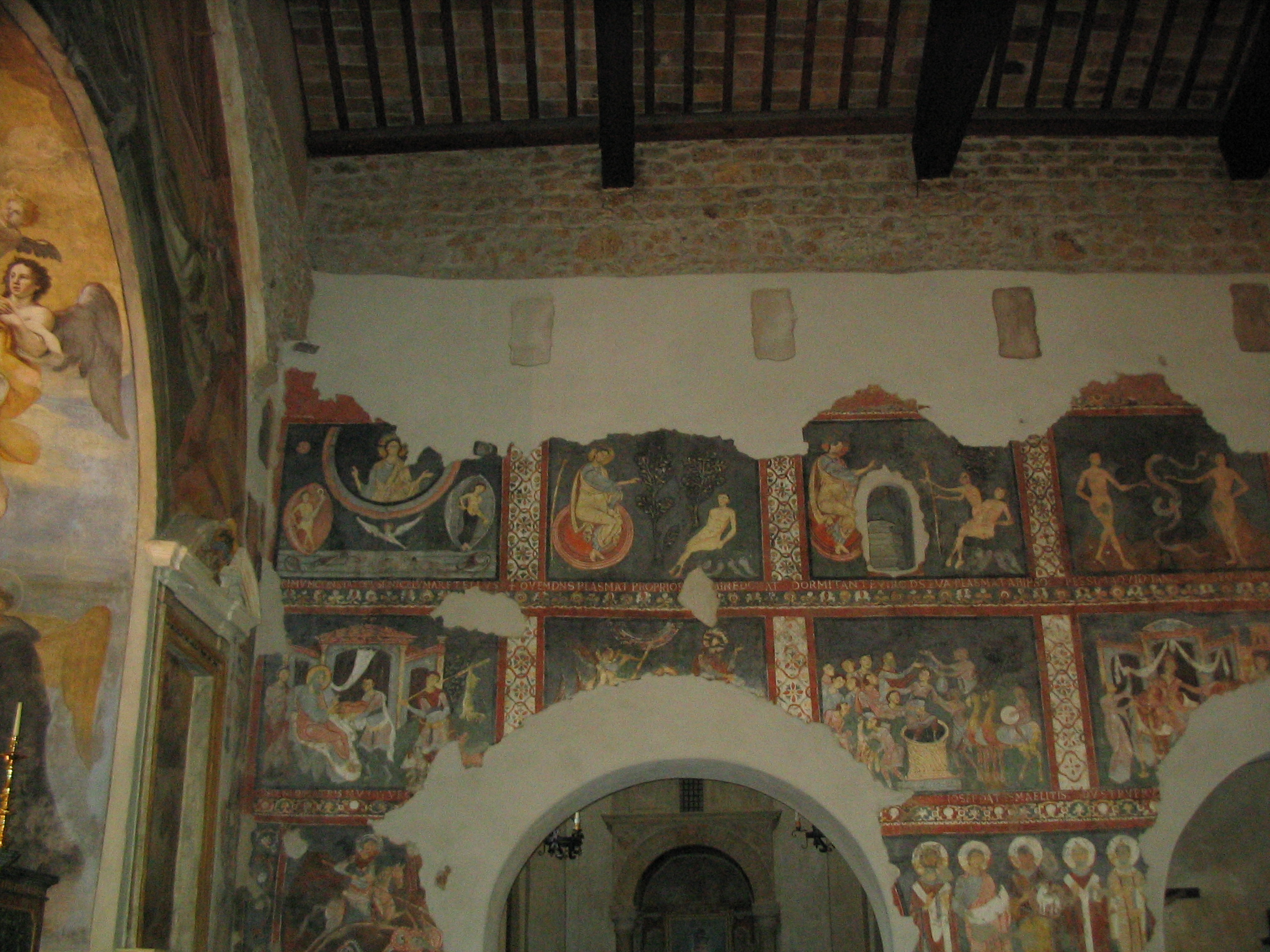
Ceri, Affreschi di Scuola romana, XII secolo
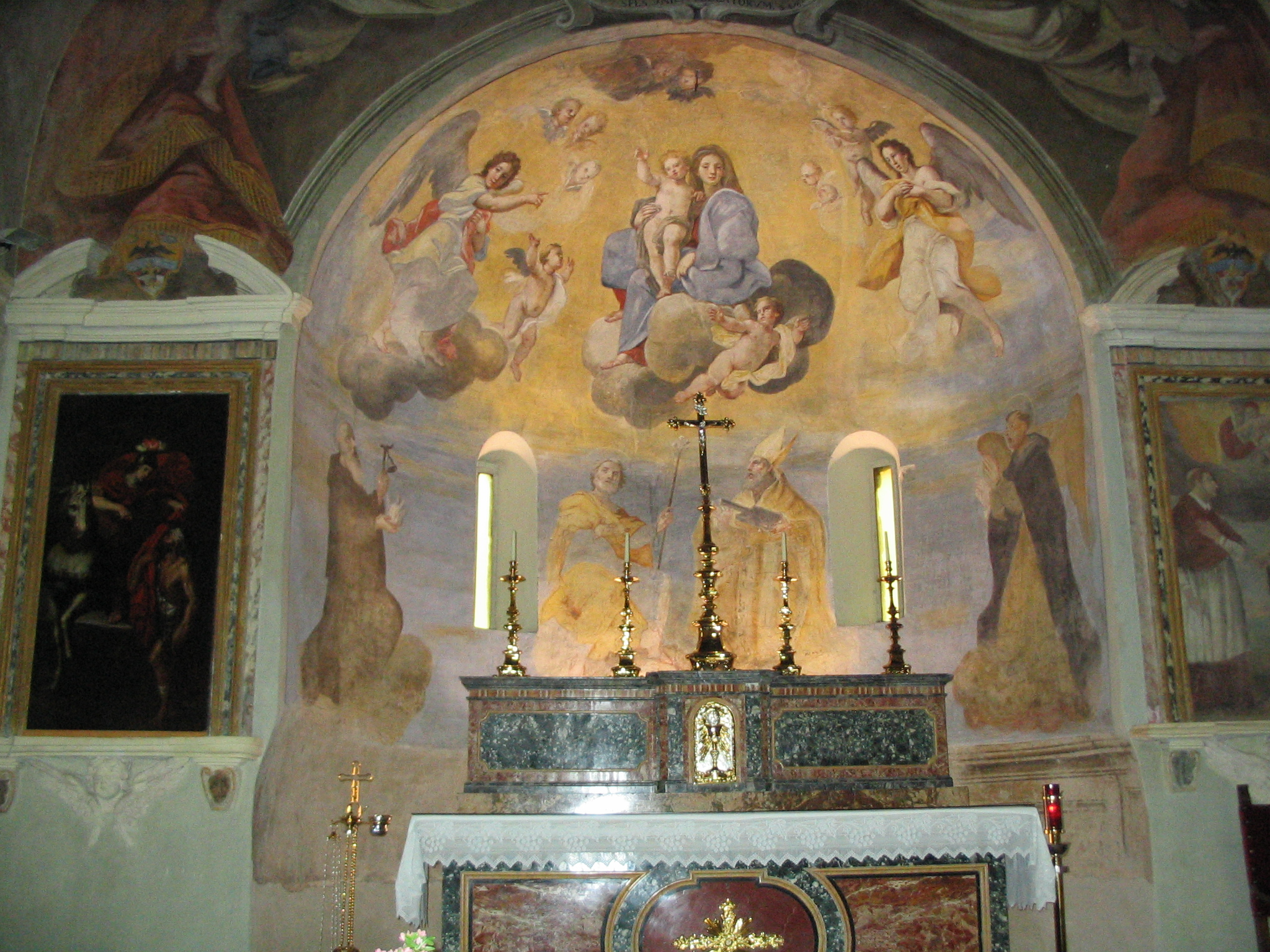
L'abside
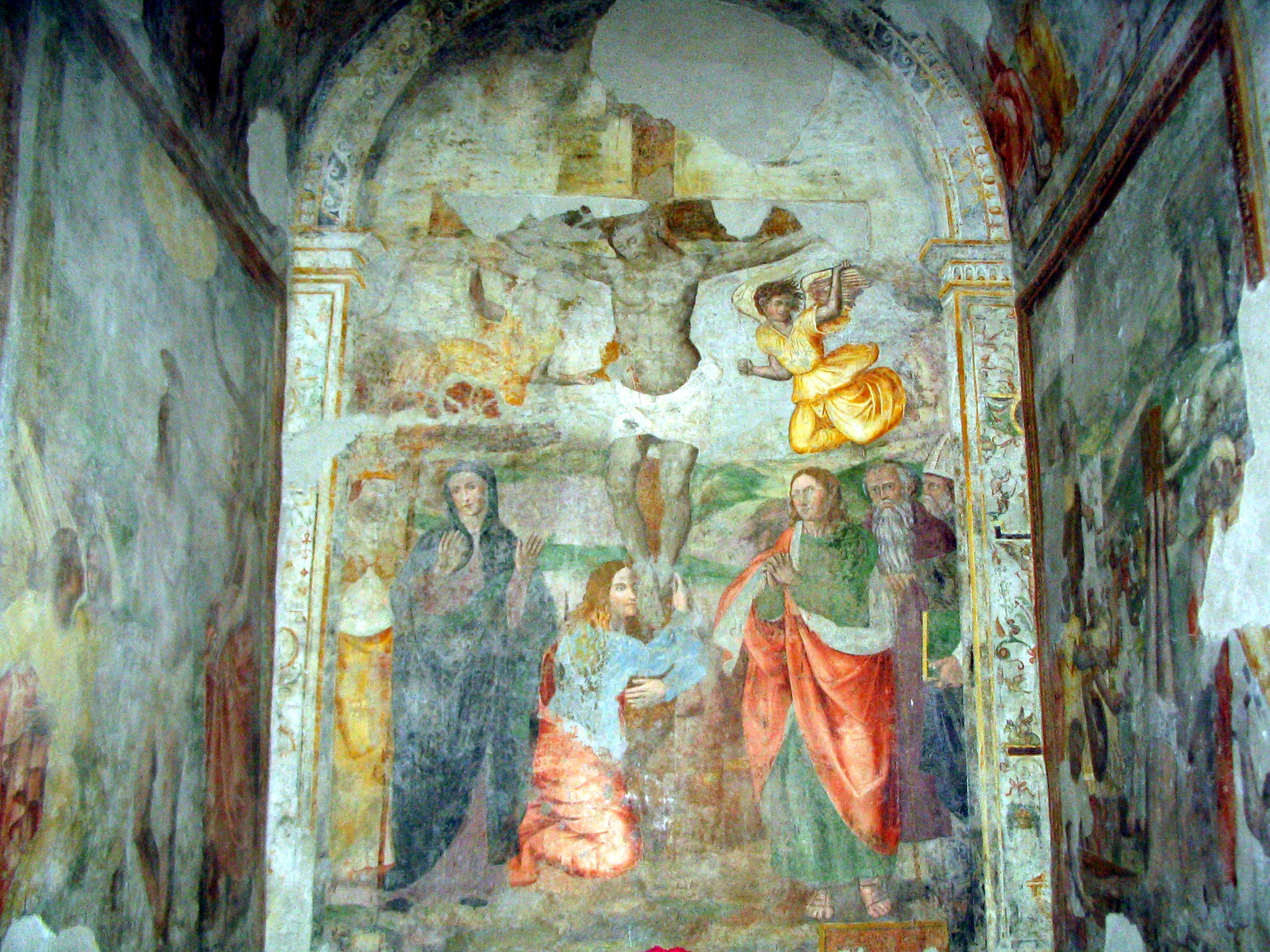
La cappella del crocifisso
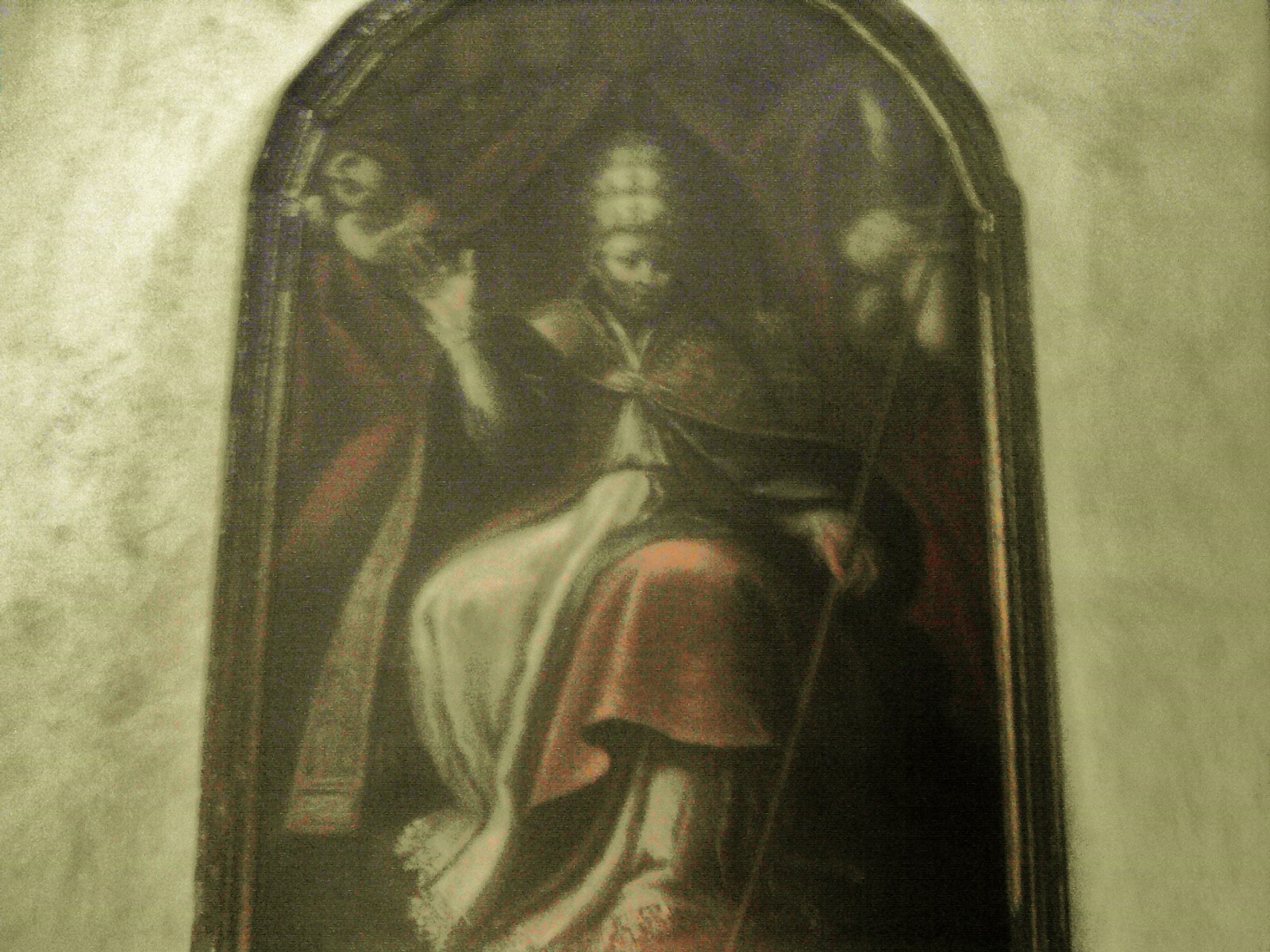
Il quadro di san Felice
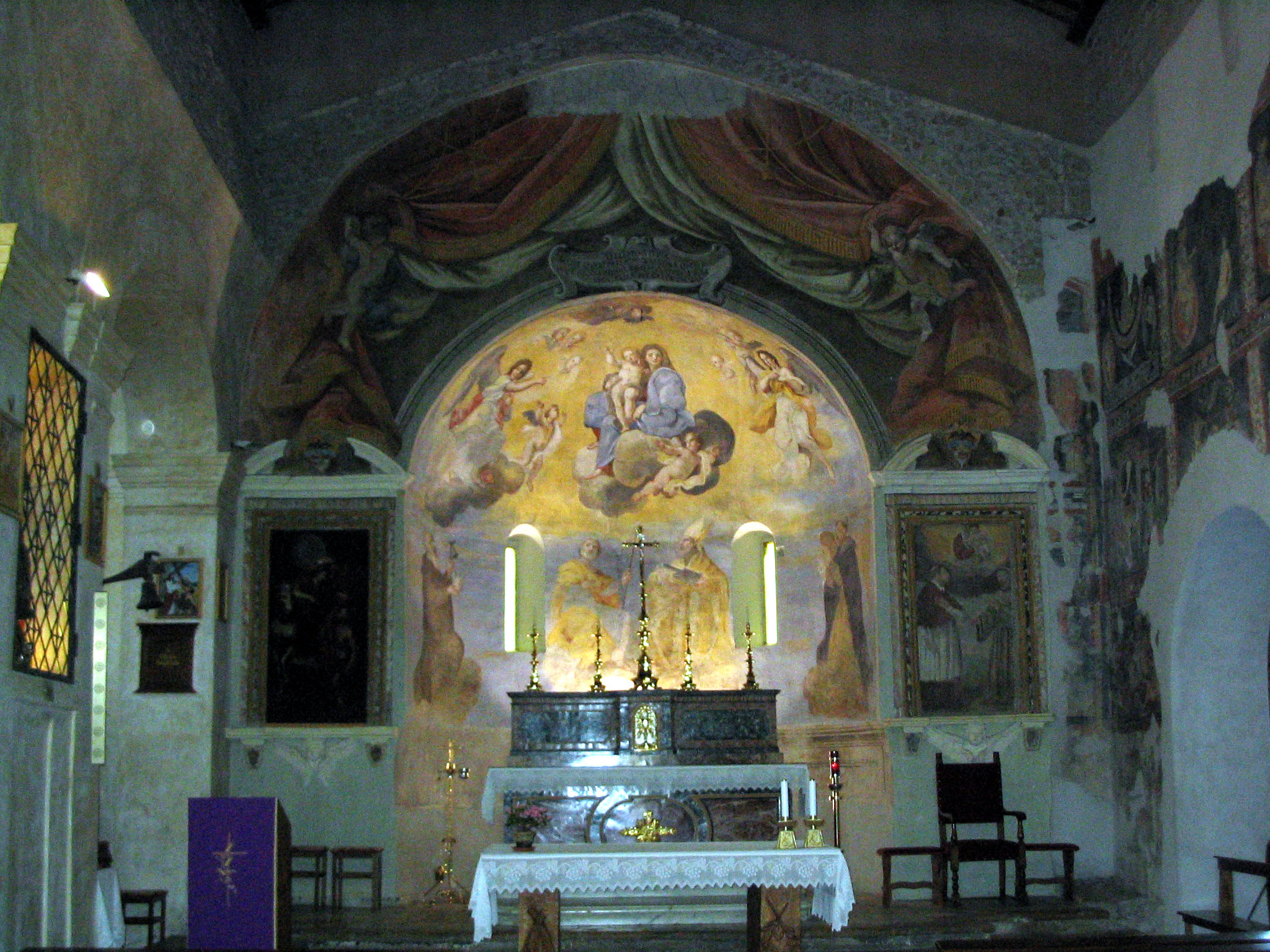
La navata
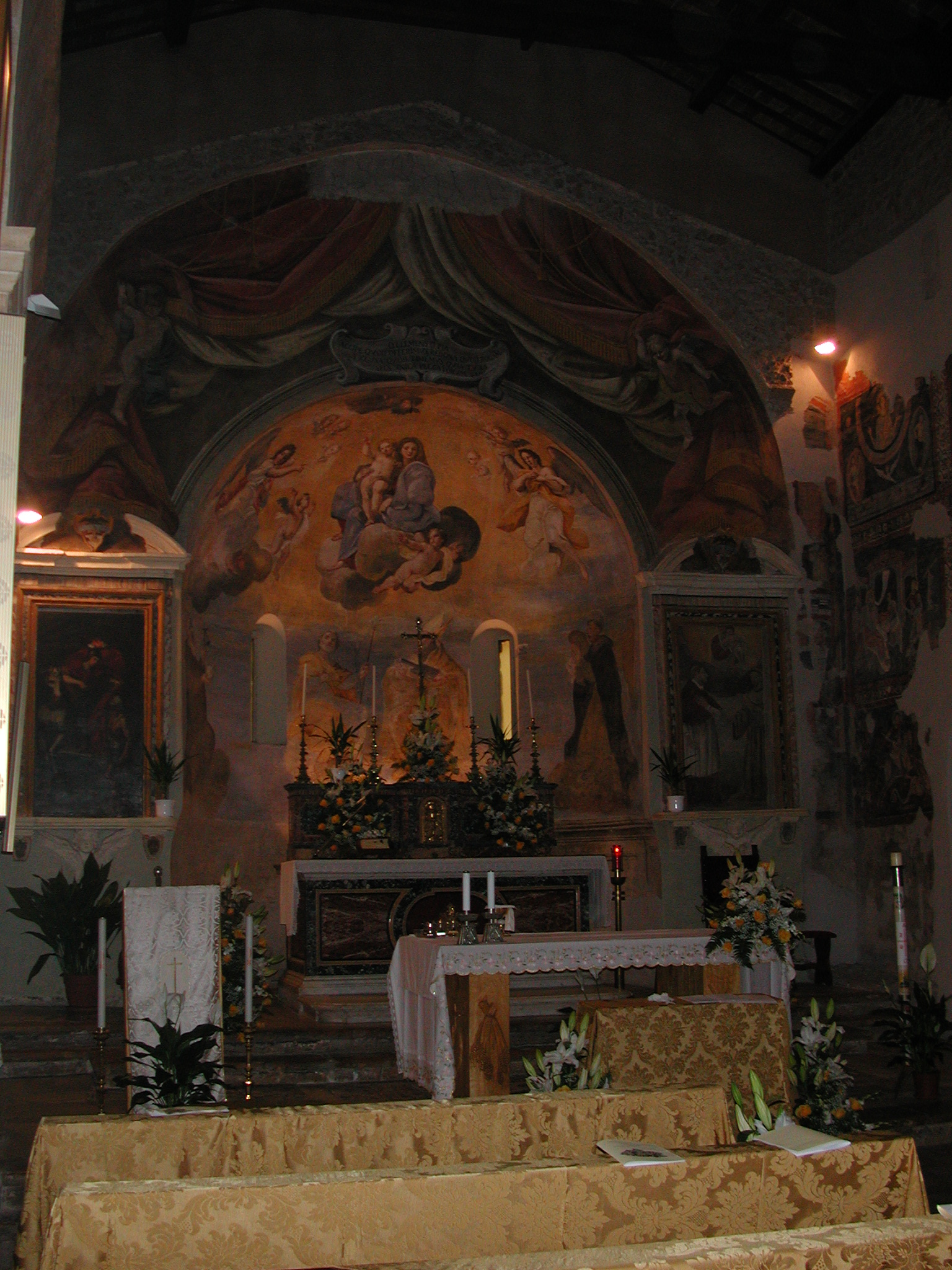
Altro scorcio dell'abside